# 弥陀寺 (杭州市)
弥陀寺（みだじ）は、中華人民共和国浙江省杭州市西湖区北山街道松木場小霍山（あるいは弥陀山）下弥陀寺路53号にある仏教寺院。

## 歴史
弥陀寺は清の光緒4年（1878年）に建立された。
2000年7月、杭州市人民政府は弥陀寺を杭州市文物保護単位に認定した。

## 伽藍
山門、大仏殿、石経閣、念仏堂、蔵経楼